# Blacatz
Blacatz, noto nella genealogia francese come Blacas de Blacas III, scritto anche Blacantz o Blacaz o Blachas o Blancatz, italianizzato in Blacasso (Nizza dei signori d'Eze, nato a Nizza , 1165/1176 o prima – 1235/1239), è stato un fecondo trovatore e signore feudale di Aups, di Vérignon, di Baudinard, di Carros, di Châteauneuf, di Thorenc, di Tourtour e altri villaggi.

## Biografia
Dalla vida sappiamo che:
Contemporaneo di Aicart e Uc del Bautz, figura in documento del 1219 come marito di una certa Laura. Dopo una giovinezza dissipata e dedita al "brigandaggio" cavalleresco, a cominciare dal 1195 diventerà un modello da imitare e un rinomato guerriero, distinguendosi tra i più valenti cavalieri della corte del conte Raimondo Berengario IV di Provenza. Suo figlio Bonifacio di Blacas gli succederà come feudatario e sposerà Ayceline di Moustiers.

### Mecenate e trovatore
Alla sua corte godevano di mecenatismo e protezione vari trovatori dell'epoca, tra i quali Aimeric de Peguilhan, Bertran d'Alamanon, Elias de Barjols, Folquet de Romans, Guilhem Figueira, Lanfranco Cigala, Peire Vidal, Peirol, Pistoleta, Raimbaut de Vaqueiras e Raimon Vidal de Besalù.
Sordello ha composto un lamento (planh) per la sua morte, invitando i re del suo tempo a con-dividere e mangiare il cuore di Blacatz per potere così acquisire una parte del suo coraggio.
            Planher vuelh en Blacatz en aquest leugier so,

            ab cor trist e marrit; et ai en be razo,

            qu’en luy ai mescabat senhor et amic bo,

            e quar tug l’ayp valent en sa mort perdut so;

            tant es mortals lo dans qu’ieu non ai sospeisso

            que jamais si revenha, s’en aital guiza no;

            qu’om li traga lo cor e que·n manio·l baro

            que vivon descorat, pueys auran de cor pro.

            [...]
Le fonti documentali riportano notizie e testi di tensos o scambi di coblas di Blacatz con diversi trovatori, tra i quali Pelizier, Bernart (Segner Blacaz, ben mi platz e m'ajenza), Bonafe e Folquet de Romans.
Scambio di coblas tra Blancatz e Pelizier
            [Blancatz]

            En Pelizer, cauzetz de tres lairos,

            lo qal pres peiz per emblar menuders :

            que l'us perdet lo pe per dos capos

            ei poing destre, e puois fo senestrers ;

            sei segonz fo pendutz per dos diniers,

            mas aiqi ac un pauc trop de venianza ;

            ei terz fo orbs, car emblet una lanza

            e la chapa del monge del mosters.

            [Pelizier]

            Segner Blancatz, aicho lor es grans pros

            qe vos cuidatz lor sia destorbers;

            q'eu vi Durban , qant er'aitals com nos,

            anar .a pe, mas ar a dos destriers ;

            e'l pendutz es eissitz de consirers,

            qe no sent freien ni fam ni malananza;

            et en l'orb trop aitan de megloranza,

            qe ia mais sols non ira volontiers. 
Il trovatore Blacasset era forse figlio oppure un lontano cugino di Blacatz.

### Opere[4]
Canso
- Be fui mal conseillatz
- La grans beutatz e·l fis ensenhamens (Arnaut de Mareuil)
- Lo bels dous temps mi platz (Blacasset)
- Sim fai amors ab fizel cor amar (Blacasset)

Coblas esparsas
- Cil que·m te per sieu servidor (Blacasset)
- Per merce prec que sui per aital covinen (Blacasset)

Partimen, tenso e scambi di coblas
- En chantan soill quem digatz (con Folquet de Romans)
- En Raymbautz, ses saben (con Raimbaut)
- En Pelizer, cauzetz de tres lairos (con Peire Pelissier)
- Gasquet, vai t'en en Proensa
- Peire Vidal, pois far m'aven tenson (con Peire Vidal)
- Peirols, pois vengutz es vas nos (con Peirol)
- Seign'en Blacatz, pos per tot vos faill barata (con Bonafe)
- Seingn'en Blacatz, talant ai que vos queira[5](con Bonafe)
- Seignen Blacatz, be mi platz e m'es gen (tenso con ...)
- Senher Blacatz, de domna pro (con Guillem de S. Gregori)
- Segner Blacatz, pos d'amor